# IC 4800
IC 4800 est une vaste galaxie spirale barrée située dans la constellation du Paon. Sa vitesse par rapport au fond diffus cosmologique est de 4 464 ± 100 km/s, ce qui correspond à une distance de Hubble de 65,8 ± 4,8 Mpc (∼215 millions d'al). Cette galaxie a été découverte par l'astronome américain DeLisle Stewart en 1901.

## Groupe d'IC 4765
Selon A. M. Garcia IC 4800 fait partie du groupe d'IC 4765. Ce groupe de galaxies renferme au moins 31 membres dont trois du New General Catalogue et 19 de l'Index Catalogue.